# إحنا بتوع الإسعاف (فلم)
إحنا بتوع الإسعاف فيلم مصري من إنتاج 1984 بطولة سمير غانم ، أمين الهنيدي ، مظهر أبو النجا، لبلبة ،وغيرهم ومن إخراج صلاح كريم .

## قصة الفيلم
بسيونى وشوقى يعملان بهيئة الإسعاف ويقيمان في منزل واحد، يخطب بسيوني منيرة ابنة شوقي ويتفقان على الزواج بعد أن ينتهي شقيق بسيوني من الدراسة الجامعية، تستدعي سفارة منبوزيا العليا عربة الإسعاف لوجود مصاب بها، وأثناء وجود بسيوني وشوقي بالسفارة تهاجم منظمة إرهابية السفارة وتطلب الإفراج عن معتقلين.

## فريق عمل تمثيل
- سمير غانم
- أمين الهنيدي
- مظهر أبو النجا
- نجاح الموجي
- عبدالحميد أنيس  (ضابط شرطه)
- نصر سيف
- رجاء أمين
- سيف الله مختار
- محمود الزهيري
- فاتن فؤاد
- إكرامي الشحات
- سميحة محمد
- أنجيل آرام
- محمد الشويحي
- مطاوع عويس
- لبلبة.

## طقم عمل ثانوي
- محمد هيكل
- بحر أبو جريشة
- محمد سعيد عبودة
- أحمد شوبير
- مدحت رمضان
- حسام البدري
- زكريا ناصف
- روندا كومي
- صلاح يحيى
- صالح العويل
- علي الشريف الصغير  (أحد المساجين).

## طقم عمل
- وإخراج: صلاح كريم
- سيناريو وحوار: صلاح كريم
- تأليف: كمال زكريا
- مونتاج: علوي فايد
- مدير التصوير: كمال كريم.

## وصلات خارجية
- مقالات تستعمل روابط فنية بلا صلة مع ويكي بيانات
- إحنا بتوع الإسعاف على موقع الدهليز